# Дечје новине (часопис)
Дечје новине су биле часопис који је издавала истоимена издавачка кућа из Горњег Милановца. Биле су намењене старијим основцима (од 4-8. разреда; млађим основцима је био намењен „Тик-Так“), а излазиле су од 1956. године. Покренуо их је Срећко Јовановић заједно са Александром Лазаревићем из Горњег Милановца и групом ентузијаста. Касније су прерасле у часопис за децу и створено је Издавачко предузеће „Дечје новине“, које је имало десетак часописа намењених деци и омладини („Тик-так“, „Венац“...).